# بورونتورنيس
بورونتورنيس (Brontornis) جنس من طيور مفترسة لا تطير التي عاشت في باتاغونيا. و الفرد الوحيد الموجود حاليا من هذا الجنس هو بي.بورمييستري. وهو تقليديا يلحق بفصيلة طيور رعب وقد سميت بذلك بسبب قدرتها على الافتراس ولأحجامها الكبيرة. وهناك فصلية فرعية له وهي بورنتورنثاين. وهي الأكبر من بين الفصائل من حيث الحجم والوزن.